# دون شيلبي
دون شيلبي (بالإنجليزية: Don Shelby) هو صحفي ومذيع أخبار أمريكي، ولد في 27 مايو 1947 في مونسي في الولايات المتحدة.